# Żabianka-Wejhera-Jelitkowo-Tysiąclecia
Żabianka-Wejhera-Jelitkowo-Tysiąclecia (in tedesco: Poggenkrug-Glettkau) è una frazione di Danzica, situata nella parte nord-occidentale della città.